# Muzej bećarca
Muzej bećarca muzejski je prostor posvećen slavonskoj narodnoj pjesmi bećarcu, koji se nalazi na Trgu bećarca u Pleternici u Požeško-slavonskoj županiji.
UNESCO je zaštitio bećarac kao nematerijalnu kulturnu baštinu 2011. godine. Grad Pleternica je 2013. osmislio projekt Pleternice kao grada bećarca. Sredstvima EU fondova, 2017. krenuo se razvijati projekt »Kulturna ruta bećarca i gange« u suradnji s Tomislavgradom i u sklopu toga podigao se Muzej bećarca. Muzej je opremljen 2022. godine, a otvoren 17. veljače 2023. godine. Ceremoniji otvorenja prisustvovao je i predsjednik Vlade Republike Hrvatske Andrej Plenković zajedno s ministrima i drugim uzvanicima.
Muzej bećarca u Pleternici interpretira bećarac, obuhvaćajući život, narodne običaje i narodne nošnje. Prikazuje bećarac kroz autentične baštinike, originalne predmete i suvremenu tehnologiju. Kroz pet velikih izložbenih cjelina istaknute su univerzalne teme poput: odrastanja, prve ljubavi, seksualnosti, svadbe, starosti i različitih običaja kroz godinu. Kroz više od 40 interaktivnih izložaka posjetitelji se upoznaju s bećarcem i životom u Slavoniji.